# Монмерль-сюр-Сон
Монме́рль-сюр-Сон (фр. Montmerle-sur-Saône) — коммуна во Франции, находится в регионе Рона — Альпы. Департамент — Эн. Входит в состав кантона Туассе. Округ коммуны — Бурк-ан-Брес.
Код INSEE коммуны — 01263.

## География
Коммуна расположена приблизительно в 360 км к юго-востоку от Парижа, в 37 км севернее Лиона, в 39 км к западу от Бурк-ан-Бреса.
На западе коммуны протекает река Сона.

## Климат
Климат полуконтинентальный с холодной зимой и тёплым летом. Дожди бывают нечасто, в основном летом.

## Население
Население коммуны на 2010 год составляло 3823 человека.
| 1962 | 1968 | 1975 | 1982 | 1990 | 1999 | 2010 |
| ---- | ---- | ---- | ---- | ---- | ---- | ---- |
| 1178 | 1273 | 1505 | 2023 | 2596 | 2827 | 3823 |

## Администрация
| Период | Период | Фамилия               | Партия        | Примечания |
| ------ | ------ | --------------------- | ------------- | ---------- |
| 1995   | 2008   | Франсуа Шаван         |               |            |
| 2008   | 2014   | Жан-Кристиан Форестье | Разные правые |            |
| 2014   | 2020   | Рафаэль Ламюр         |               |            |

## Экономика
В 2010 году среди 2318 человек трудоспособного возраста (15—64 лет) 1822 были экономически активными, 496 — неактивными (показатель активности — 78,6 %, в 1999 году было 72,6 %). Из 1822 активных жителей работали 1679 человек (881 мужчина и 798 женщин), безработных было 143 (61 мужчина и 82 женщины). Среди 496 неактивных 168 человек были учениками или студентами, 205 — пенсионерами, 123 были неактивными по другим причинам.

## Фотогалерея

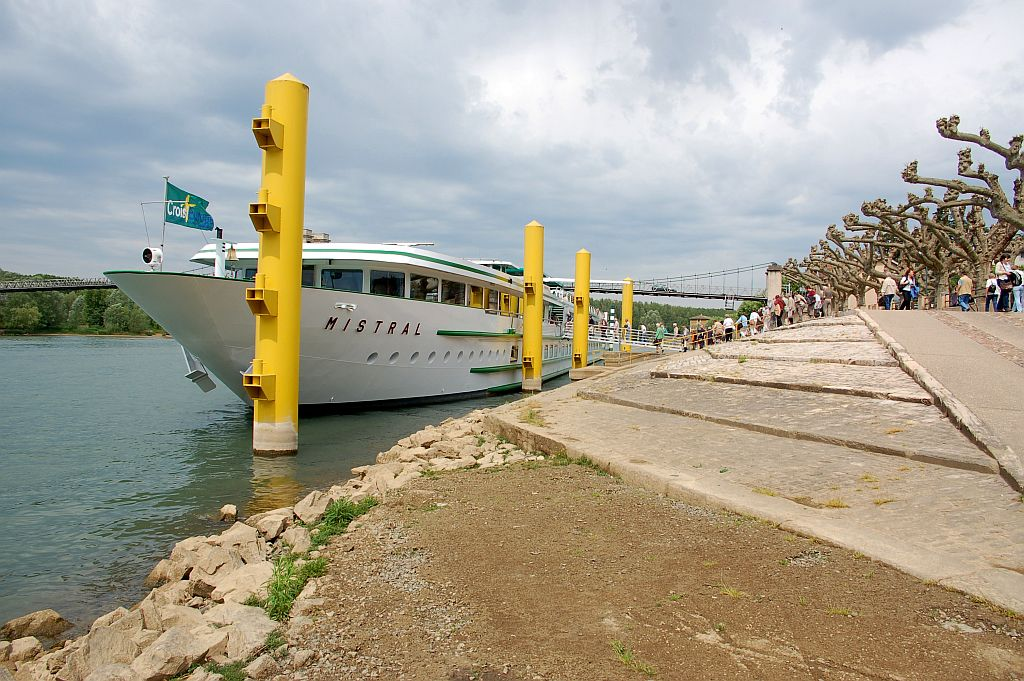
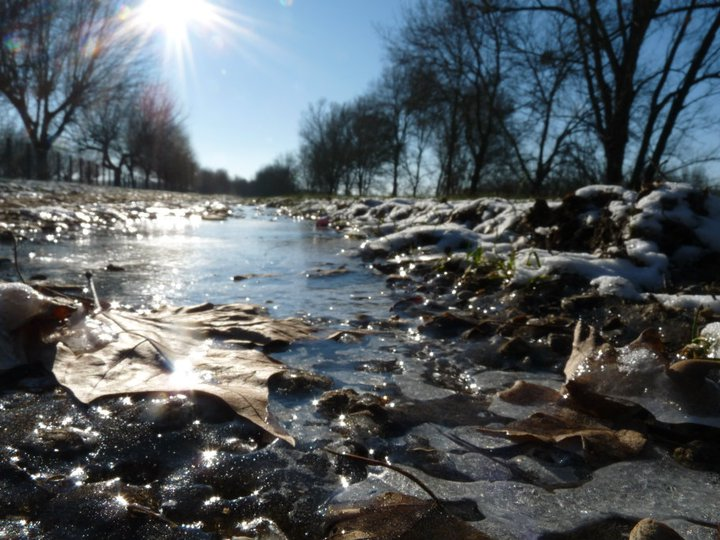
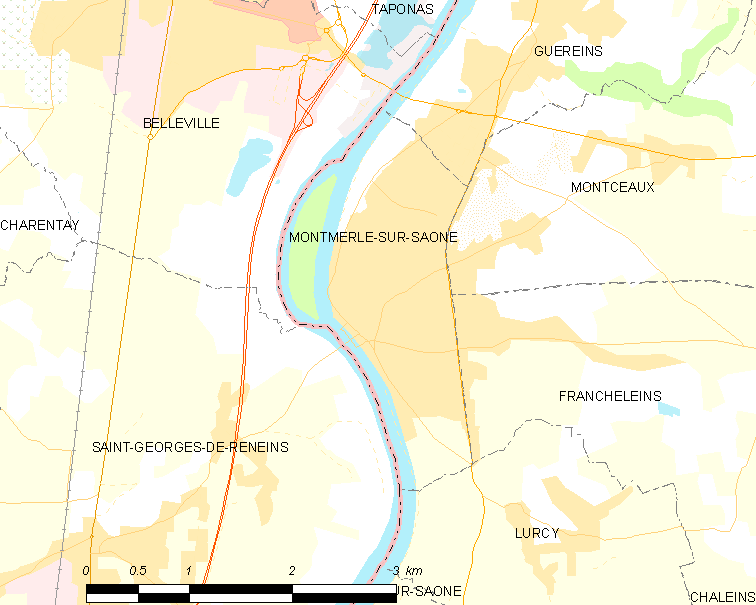
Карта коммуны